# Baijnath (Uttarakhand)
Baijnath (hindi बैजनाथ) – miasto w północnych Indiach w stanie Uttarakhand, na pogórzu Himalajów Wysokich.